# Tiskovna forma
Tiskovna forma nosač je grafičkoga zapisa koji se tiskarskom bojom prenosi na podlogu u postupku tiskarske reprodukcije. Sastoji se od tiskovnih elemenata i slobodnih površina. Tiskovni elementi u većini tiskarskih tehnika prihvaćaju (ili propuštaju) boju, a slobodne je površine ne prihvaćaju. Tako se boja s tiskovnih elemenata neposredno ili posredno (ovisno o tehnici) prenosi na tiskovnu podlogu. U digitalnim tehnikama tiska, tiskovnom formom smatra se digitalni zapis pohranjen u računalnoj memoriji. Tiskovne forme za klasične tehnike najčešće se dijele prema odnosu tiskovnih elemenata i slobodnih površina. Tako postoje tiskovne forme za visoki, plošni, duboki i propusni tisak.

## Visoki tisak
| Olovni slogovi, tiskovne forme u visokom tisku |  | Olovni slogovi, tiskovne forme u visokom tisku |
| Olovni slogovi, tiskovne forme u visokom tisku |  | Klišej, tiskovna forma u fleksotisku           |

Kod tiskovnih formi za visoki tisak tiskovni su elementi uzdignuti u odnosu na slobodne površine. U klasičnom knjigotisku tiskovna je forma sastavljena od reljefnih slova od olova koja su složena u tekst, te jednotonskih i rasterskih klišeja (za tisak ilustracija). Klišeji se mogu izrađivati ručno (dubljenjem), strojno (graviranjem) ili kemijski, jetkanjem metala (olova, cinka, magnezija, bakra ili čelika) ili slitina (magnezija, aluminija i cinka). Napretkom tehnologije od 1970-ih tiskovne forme počele su se izrađivati od čvrstih polimernih materijala.
Tiskovna forma u fleksotisku izrađuje se od fotoosjetljivog polimernog materijala. Ovisno o namjeni, debljina tiskovne forme može biti od 1,7 do 6 mm. Osvjetljavanjem ultraljubičastim svjetlom kroz negativ i naknadnim ispiranjem u vodi ili nekoj drugoj vrsti otapala dobiva se reljefna tiskarska forma. Početkom 21. stoljeća tiskovne forme se proizvode i metodom CtP (engl. computer to plate), tj. uz pomoć lasera bez osvjetljavanja i ispiranja, čime se znatno skraćuje vrijeme izrade uz bolju kvalitetu tiskovne forme.

## Plošni tisak
| Kamena ploča, tiskovna forma u litografiji |  | Kamena ploča, tiskovna forma u litografiji     |
| Kamena ploča, tiskovna forma u litografiji |  | Ofsetna ploča, tiskovna forma u ofsetnom tisku |

Za razliku od dubokog i visokog tiska, tiskovne forme za plošni tisak imaju tiskovne elemente i slobodne površine gotovo u istoj razini (reljefnost je 2 do 3 μm). Tisak se temelji na vlaženju slobodnih (netiskajućih) površina tiskovne forme vodom (hidrofilnost, oleofobnost, svojstvo primanja vode i odbijanja bojila), a tiskovnih površina bojilom (oleofilnost, hidrofobnost, svojstvo primanja bojila, a odbijanja vode).
U najstarijoj tehnici plošnog tiska, litografiji kao tiskarska forma služila je ploča od vapnenačkog kamena na koju se crtalo masnom kredom ili litografskim tušem, odnosno na posebno pripremljenom papiru nakon čega bi se prenosilo na ploču. Sama se ploča nakon toga obrađivala otopinom arapske gume te bi tako slobodne površine nakon vlaženja vodom postale odbojne za masnoću, za razliku od tiskovnih elemenata koji su prihvaćali masno bojilo.
Kod ofsetnog tiska, kontaktnim kopiranjem predloška na ofsetnu ploču te njenom daljnjom kemijskom obradom (tj. razvijanjem) stvara se tiskovna forma sa slobodnim i tiskovnim površinama. Sama ofsetna ploča izrađena je od aluminijskog lima debljine od 0,15 do 0,70 milimetara koji je presvučen fotoosjetljivim slojem. Osim alumijskih ploča, koriste se i višeslojne metalne ploče (najčešće kombinacija bakar-krom) te papirne i plastične folije (za male naklade). Razlikuju se dvije vrste ofsetnog tiska: mokri koji rabi vodu ili neku drugu tekućinu za vlaženje slobodnih površina, te suhi kod kojeg slobodne površine nemaju afinitet prema bojilu i bez uporabe tekućine za vlaženje.

## Duboki tisak
| Tiskovna forma bakrotiska na valjku |  | Tiskovna forma bakrotiska na valjku |
| Tiskovna forma bakrotiska na valjku |  | Sito, tiskovna forma u sitotisku    |

Tiskovne forme za duboki tisak imaju udubljene tiskovne elemente u odnosu na slobodne površine. Najčešće se izrađuju od bakra (bakrotisak), ponekad od čelika (čelični reljefni tisak), mjedi, čvrstih polimernih ili drugih materijala. Tiskovna forma za bakrotisak najčešće je bakreni valjak na koji je elektrolitički nanesen tanak bakreni sloj. Jetkanjem, električnim graviranjem ili laserskim graviranjem u njemu se dube tiskovni elementi. Obzirom na način reprodukcije višetonskih ilustracija, tiskovni elementi mogu biti izvedeni na različite načine. U konvencionalnoj tiskovnoj formi za bakrotisak tiskovni elementi su jednakog oblika i površine, ali različite dubine. Na taj se način omogućuje različit nanos bojila na tiskovnu podlogu, tj. prava višetonska reprodukcija. Kod autotipijske tiskovne forme tiskovni su elementi jednakih dubina te različitih površina čime se bojilo jednolično nanosi na tiskovnu podlogu i time se višetonske ilustracije reproduciraju rasterski. Postoje i kombinacija ovih dviju vrsta tiskovnih formi s različitim dubinama i površinama tiskovnih elemenata.

## Propusni tisak
Tiskovna forma za sitotisak sastavljena je od tiskovnih elemenata koji propuštaju bojilo i slobodnih površina koje ga ne propuštaju. Osnova tiskovne forme je mrežica (sito) od prirodne svile, sintetičkoga ili metalnoga pletiva koje je napeto na okvir od drva ili metala. Forma za tisak se priprema na način da se na mrežicu nanosi fotoosjetljiv sloj emulzije. Nakon sušenja emulzije, fotoosjetljivi sloj se osvjetljava preko matrice na filmu. Ispiranjem sloja emulzije koji nije osvjetljen stvara se tiskovna forma na svili (u negativu), kroz koju kasnije (u procesu tiska) prolazi bojilo. Osvijetljeni dio emulzije čini svilu nepropusnom za bojilo, i na tom dijelu svile bojilo ne prolazi na predmet koji se tiska.

## Vanjske poveznice
- Tiskovne forme Škola za dizajn, grafiku i održivu gradnju Split (pristupljeno 15. prosinca 2018.)